# Frédéric Charles Chardel
Frédéric Charles Chardel, né à Rennes le 9 janvier 1776 et mort à Paris le 11 juin 1849, est un médecin français.
Élève distingué de Corvisart, reçu docteur à Paris en 1799, Chardel remplit par intérim les fonctions de médecin à l’hôpital Cochin. Chardel s’est surtout livré à la pratique de la clientèle, ce qui ne l’a pas empêché de publier quelques articles dans divers journaux de médecine. Il est surtout connu par sa Monographie des dégénérations squirrheuses de l’estomac, Paris, 1808, in-8°, qui a obtenu un certain succès. Il a aussi traduit du latin l’ouvrage de Blumenbach intitulé De l’unité du genre humain et de ses variétés, Paris, 1805, in-8°. Il avait été nommé membre de l’Académie de médecine dès 1823.

## Sources
- Amédée Dechambre, Dictionnaire encyclopédique des sciences médicales, vol. 15, Paris, P. Asselin et G. Masson, 1874, 811 p. (lire en ligne), p. 453.